# Asturiano occidental
Asturiano occidental es el nombre para la modalidad lingüística del asturiano propia de las tierras asturianas occidentales ente los ríos Navia y Nalón, y norte de la provincia de León. El asturiano occidental se inscribe dentro del dialecto occidental del idioma asturleonés

## Límites
- Asturias: La frontera con el asturiano central es una línea casi recta que une de norte a sur los concejos de Muros y Quirós. El  río Navia lo separa de las hablas de Entrambasauguas.

- León Se habla asturiano occidental en los conceyos de Babia y norte de Luna (grupo B) y en los concejos de Laciana y Ribas de Sil (grupo D).

## Regiones lingüísticas
De acuerdo con el consonantismo, Diego Catalán divide el asturiano occidental en cuatro regiones:

### Región A. Tierras bajas del este
Comprende los concejos de Muros, Candamo, Grado, Cudillero y Pravia. Vocalismo común del Occidente y consonantismo propio de la zona central: 
a) Conservación de los antiguos diptongos decrecientes /éi, óu/: veiga, cantéi, touro, cantóu.
b) Posibilidad de tres diptongaciones para las vocales breves latinas /e/ y /o/: /ié-ya/ yara/yera, ya/y, /ué-uá-uó/ puablu-pueblu-puoblu. 
c) Cierre vocálico átono: -u-us, -i -is, -a/-as // u-os, -u-es. -a/-es: gatu/gatus, fonti/fontis, vaca/vacas. En algunos lugares (Pravia o Cudillero) se señala una fuerte tendencia al cierre de las vocales finales /-i, -u/.
d) Conservación del -oriu, -oria en concordancia con las hablas centrales: Cobertoria, taladraoria, casoriu.
e) Palatización /ll/ para los derivados de /l-, -ll-, pl-, kl-, fl-/: lluna, valle, llave, llover, llama. No siendo en interior de palabra donde desarrolla /y/: ayalga.
f) /ñ/ para /-nn-/: cabaña; y frecuencia de palatización /ñ/ inicial: ñarbasu, ñarigón.
g) /ch/ proveniente de /kt, ult/: trucha, cuchu, munchu.
h) /y/ proveniente de /ly, k'l/: muyer, vieya. Particularidad de esta región es que /-y-/ tras vocal palatal puede desaparecer: viea - vieya, abea - abeya, ouvea - ouveya, ourea - oureya.
En el plano morfológico se señala en algunos lugares (Pravia) casos de sustantivos femeninos adjetivados en /-u/, lo que indica la extensión hacia Occidente de la oposición continuo/discontinuo: La tierra tá ricudíu. Dentro de esta región se localiza el habla de Cudillero llamada  pixueto.

Ellu fuoi que Nola sentóuse, miroulas ya dixu-ys: - You nun sei que tais pensandu vousoutras: ‘Fierve’l lleichi, cuoz la manteica, afumia lus churizus, traimi la barreña, llimpia’l suolu que ta puorcu…’, que si estu ya lu outru. Caseimi en dumingu ya’l miou maríu dexe-y pulu claru que yara you más reina, ya asina murríu’l rey. Mira que sou viea ya carretei abondus caldeirus peru inxamás lus homes fourun a abangami. Non sou you buona uvea pa colus llobus. Candamo y Proaza.

Díguti qu’esti puablu ya comu l’anfitiatru arrudiadu todu de casas de teya que subin pulas paredis. Prestarati caminallu pur sous caleyas que subin ya baixan, guliandu a peixi fritu, ya dispiartánduti la fami. El paisaxi de Cuideiru tianis que vellu a distancia, desdi la mar; disfrutar sou ambianti ya amirar nun namais el puartu, sinun lus cantilis de Vidiu, nus qu’hay un viayu faru, ya ondi úisi’l viantu suplar. Na cai principal hay tiandas qu'ufrin todu lu rillaciunadu cola navigación: nudus marineirus, apareus, cabus, ya uxetus artisanalis feichus con conchas. La piasca amenorguíu vei poucus añus, peru Cuideiru resurxíu con puxu cuandu lus turistas discubriarun el llugar. Cudillero.

### Región B. Tierras altas del este
Comprende Quirós, Teverga, Proaza y penetra en tierras leonesas de Babia y norte de Luna.
a) El vocalismo concuerda en lo fundamental con la región A, aunque se señala una menor tendencia al cierre de las vocales finales /i, u/, aunque no hay uniformidad entre las parroquias. Quirós muestra mayor cantidad de finales /e, o/ ú no existen finales en -us/-un comierun, xatus, que se entiende como pronunciaciones de Teverga.
b) -oriu o, -oria en consonancia con las hablas: Cobertoria, taladraoria, casoriu.
c) /ḷḷ/ en lugar de /ll/ de la región A: ḷḷuna, vaḷḷe, ḷḷave, ḷḷover, ḷḷama. No siendo en interior de palabra donde desarrolla /y/: ayalga.
d) /-n-/ < nn, en lugar de /-ñ-/: pena, cabana, farina. 
e) Al igual que en la región D, resultado /ch/ para /ly, k'l/: mucher, viecha.
f) Único en todo el conjunto asturleonés resultado /ts/ < /kt, ult/: cutso, mutso, otso, cotse.
Esta región establece el límite del ya/yas ‘es, eres’; concretamente en Teverga, siendo ya desconocido en Quirós (salvo en las parroquias de Bermiego, Ricao y Faeo). El habla de Quirós o quirosano presenta rasgos propios y originales que la dotan de cierta personalidad dentro de la región.

### Región C. Tierras bajas del oeste
Comprende los valles bajos de Cangas del Narcea, Tineo y Luarca. 
a) El vocalismo concuerda con las dos regiones anteriores. Hay mayor número de diptongos decrecientes por causa de la vocalización de ciertas consonantes finales en grupo interior. nueite, truita, muitu.
b) -oiru, -oira con metátesis de /i/: versatoriu > versadoiro, Cubertoira.
c) Consonantismo que coincide con la región A para /y/ procedente de /ly, k'l/: muyer, vieya.
d) Consonantismo que coincide con la región B en la solución /ḷḷ/: ḷḷuna, vaḷḷe, ḷḷave, ḷḷover, ḷḷama. No siendo en interior de palabra donde desarrolla /y/: ayalga.
e) Coexistencia de resultados /ch/ y /ḷḷ/ inicial para los grupos /pl, kl, fl/: chuver/ḷḷover.
f) Inserción de /u/ por el influjo de /w/ en la sílaba siguiente: augua, lleugua, yeugua, fraugua, senauguas 'enaguas' etc.
g) En esta región se distinguen las contracciones conjunción más artículo nu < in+illu y nel < in+ille. El primero se utiliza ante consonante: nu camín, nu chanu, mientras que el segundo se usa ante vocal nel eiru, nel uzal.

### Región D. Tierras altas del oeste
Incluye Somiedo, brañas de Cangas del Narcea, Degaña y penetra en tierras leonesas de Laciana y Ribas de Sil.
Vocalismo y consonantismo que coincide con la región C, nu siendo en el resultáu /ch/ procedente de /ly, k'l/ en mucher, navacha, y de /-cl-, -pl-, y -fl-/: achalga, tal y como ocurre en la región B. Dentro de esta región se encuentra el habla Trabáu en Degaña y las parroquias de El Bau y la Estierna ambas en Ibias llamada tixileiru.
Los criterios de clasificación del asturleonés occidental se presentan en el siguiente cuadro:
| normativo            | región A | región B | región C      | región D      | berciano | cabreirés | senabrés  | mirandés |
| -------------------- | -------- | -------- | ------------- | ------------- | -------- | --------- | --------- | -------- |
| *lauretum > lloréu   | llouréu  | ḷḷouréu  | ḷḷouréu       | ḷḷouréu       | llouréu  | llouréiru | llouréiru | lhouro   |
| *afflaticam > ayalga | ayalga   | achalga  | ayalga        | achalga       |          | ayalga    | allalga   |          |
| *plovere > llover    | llover   | ḷḷover   | ḷḷover/chover | ḷḷover/chover | chuvere  | chuvere   | chuvere   | chober   |
| *lactem > lleche     | lleiche  | ḷḷeitse  | ḷḷeite        | ḷḷeite        | lleite   | lleiti    | lleiti    | lheite   |
| *noctem > nueche     | nueche   | nuetse   | nueite        | nueite        |          | ñueiti    | ñuoiti    | nuite    |
| * multu > munchu     | muchu    | mutsu    | muitu         | muitu         | muitu    | mueitu    | muitu     | muito    |
| *capanna > cabaña    | cabaña   | cabana   | cabana        | cabana        | cabana   | cabaña    | cabaña    | cabanha  |
| *oculo > güeyu       | güeyu    | güechu   | güeyu         | güechu        |          | güeyu     | guollu    | guolho   |
| * mulier > muyer     | muyer    | mucher   | muyer         | mucher        |          | muyere    | mullere   | mulher   |

## Textos
Cuatro ḷḷobus baxonun pul vaḷḷe de Ḷḷaciana. Fuonun diciendu a Sumiedu ḷḷume, ḷḷeite, ḷḷinu, ḷḷana. Unu d’eiḷḷus baxou esplayase iḷḷina xunta Santibañe de la Ḷḷomba onde afayou una ugüeya y díxu-ye: - Ugüeya vou añuesgate que teu muita fame.
-	¿Agora mesmamente que tou criandu dous fiyus? Déixalu pa más p’alantre, y entoncias nun pundréi reparu dengún.
El ḷḷobu aceptou-y el reḷḷatu y dexouse cunvencere. Creyéu güenus lus aḷḷegatus de la ugüeya, dexóula y fouse rabu ente piernas pur si n’outra parte yera muxor recibidu. A lus poucus días, vulviéu a purfiare untavía cun más fame. La ugüeya repitióu-y las razones y ón sacou outras nuevas. El ḷḷobu nun se cunvencía, y la ugüeya propuso q’unus carneirus y una yegua que pacían nu Cutáu, dieran sou faḷḷu n’aquel pleitu: Si debía añuesgala ensin asperare más, u si tenería obligación de deixala hasta ver lus fiyus criaus. Faza C.
Lus gochus pasaban cuasi tou’l día nu campu la Cuérguila. La xente ḷḷevábalus pula mañana ya pula tardiquina cada unu recuchía el dél. A lus guchinus prestába-ḷḷes muitu tar pur aiḷḷí, purque yara un bon ḷḷugare pa fuzare na ḷḷueza ya revulcáse. 
El tíu Carape mandaba tous lus días la sua gocha que tinía siete guchinus. Peru’n día que marchóu pal ríu Pedrosu pur un carráu de ḷḷeña tardóu muitu ya nun chegóu a buscare la gocha antis d’escurecere. Yara de nueite piechu cuandu la gocha quixu dáse cuenta tinía delantre un ḷḷubazu arregañándu lus culmieḷḷus ya metiéndu-ḷḷe miedu a eḷḷa ya lus guchinus. Entre lus gochus ya’l ḷḷobu había una presa que diba dar a un mulín. Ya dixu la gocha: - Ḷḷobu, asperaba pur ti, pa que me pasaras lus guchinus. Si nun me los pasas póngome a gruñire ya vien el mieou amu ya mátate. Peru si m’ayudas a pasálus, doíte pa ti'l furón. Faza D. Cangas de Narcea.